# Інститут закордонної служби (США)
Інститут закордонної служби, (англ. Foreign Service Institute) — розташований в м. Арлінгтон, штат Вірджинія в будівлі Національного навчального центру закордонних справ ім. Джорджа Шульца (англ. George P. Shultz National Foreign Affairs Training Center). Є основним навчальним закладом для дипломатів США, замінив собою Школу зарубіжної служби (англ. Foreign Service School), заснованої в 1924 році. Інститут забезпечує вивчення понад 800 курсів, у тому числі понад 70 іноземних мов, з більш ніж 170 000 абітурієнтів на рік від Державного департаменту США) та більш ніж 50 від інших державних установ та відділення військової служби.
Інститут був заснований 13 березня 1947 року відповідно до Закону про іноземну службу (Foreign Service Act of 1946), прийнятим Конгресом США. Посада директора інституту по рангу еквівалентна помічникові Державного секретаря США, який особисто призначає директора.
Інститут становить і викладає навчальні курси іноземних мов для дипломатів. Докладні аудіокурси різних мов, і європейських, і «екзотичних» (кантонська, хауса, ігбо, чві, різні діалекти арабської) доступні відкрито.

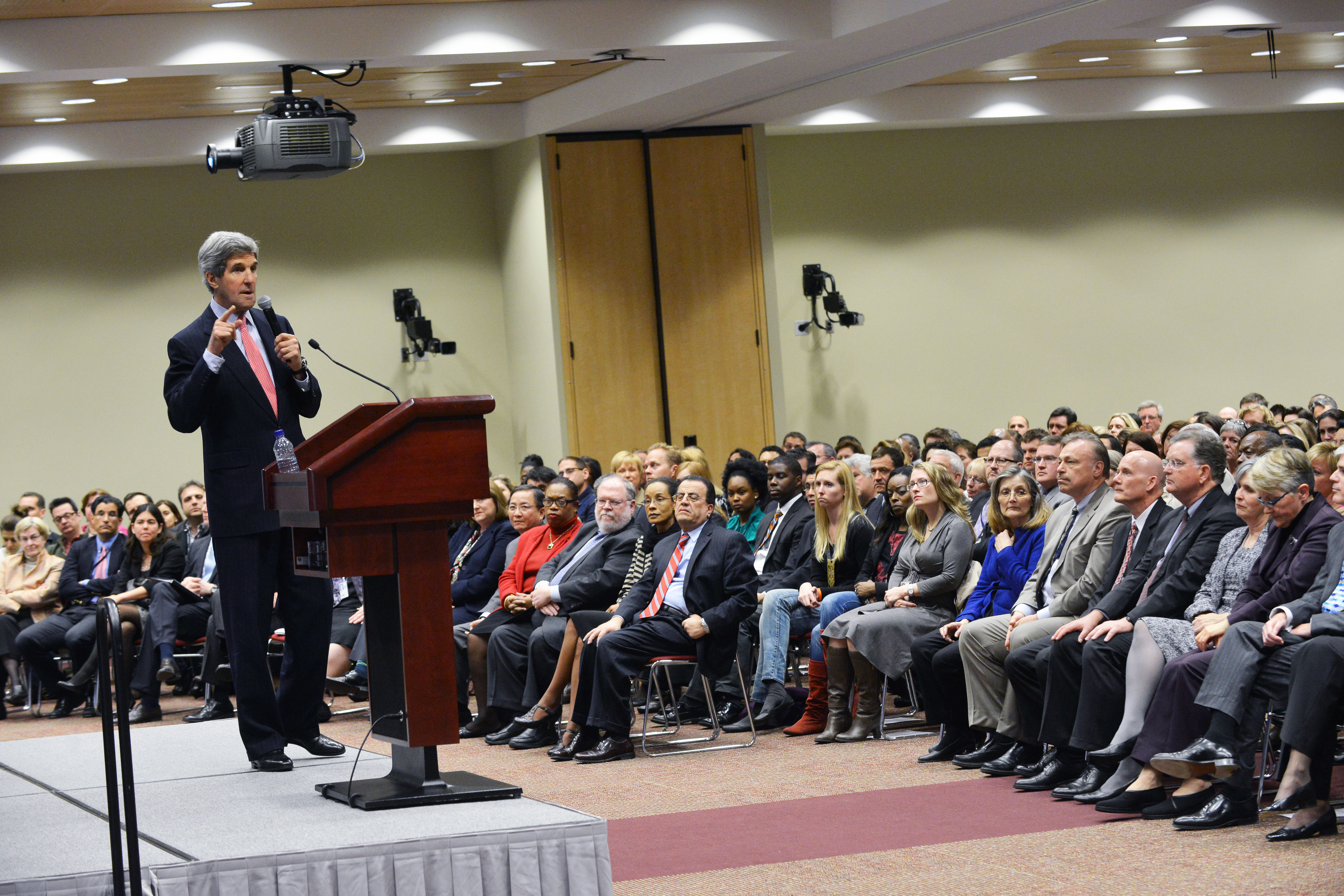
Державний секретар США Джон Керрі в Інституті

## Організація
- Школа вивчення мов (SLS) пропонує навчання більш ніж у 70 мовах та тестування вмісту на більш ніж 100 мовах. Зарахування може складати 8-44 тижня, залежно від складності мови та цілей навчання. Школа мовних студій Інституту зовнішньої служби також підтримує мережу мовних шкіл в Тайбеї, Йокогамі, Сеулі та інших регіональних програмах на Близькому Сході, Північній Африці та Азії, де ще 44 тижні навчання пропонується за кордоном для вивчення китайської, японської, корейської та арабської мов. Програми та курси навчання також включають самостійну підготовку, раннє заняття і курси дистанційного навчання. FSI є співрозробником шкали володіння мовою розмовної та читальної мов, які використовуються в уряді США. SLS активно співпрацює з міжвідомчою спільнотою мовних тренерів та тестувальників уряду США та часто виконує тести з іноземними агентствами з вивчення мови.

- Школа професійних та регіональних досліджень (SPAS) пропонує навчання крім спеціальностей з іноземних справ, таких як консульська, управлінська, торговельна, політична та економічна справи, громадська дипломатія, навчальна програма та розвиток персоналу, управління офісом та програми орієнтації. Школа також пропонує вказівки щодо соціально-культурних моделей, політики, економіки та міжнародних відносин світових регіонів та окремих країн. SPAS пропонує спеціальні програми з консульських, економічних та комерційних справ, менеджменту, управлінню офісами, політичній та громадській дипломатії, а також програмах орієнтації на наймання та поглиблених курсів з вивчення територій. SPAS також є місцем для Центру вивчення дипломатії (CSCD), який розглядає нещодавній дипломатичний досвід, з метою залучення найкращих практик та уроків. CSCD випускає порівняльний аналіз, який враховується в навчанні FSI та використовується для підготовки фахівців з міжнародних справ на всіх рівнях для вирішення завдань, що стоять перед американськими місіями у всьому світі.

- Школа прикладних інформаційних технологій (SAIT) поділяється на чотири широкі загальнообов'язкові напрями: підготовка для підвищення кваліфікації всіх співробітників бізнес-додатків, підготовка технологій, що використовуються в Державному департаменті для фахівців з інформаційних технологій, курси IRM, що надають IT менеджери з широкими навичками управління ІТ та навчання нових фахівців з інформаційного менеджменту та технічних спеціалістів з управління інформацією для підготовки їх до початкової та постійної зайнятості за кордоном з відділом.

- Школа лідерства та управління (LMS) пропонує обов'язкове та виборне навчання керівників та менеджерів з питань вступу на керівні посади та керівництво ними; круглі столи та семінари з політичних питань для вищих керівників; і навчання в галузі кризового менеджменту за кордоном та в Національному навчальному центрі з питань іноземних справ.

- Перехідний центр (ТК) готує співробітників та членів їхніх сімей до ефективності у спільноті закордонних справ у всьому, а також після їх кар'єри. Перехідний центр забезпечує: розуміння та інформацію про всі внутрішні та зарубіжні посади; семінари та курси з вивчення життєвих навичок іноземної служби та підготовки з питань безпеки; а також підготовку, консультування та іншу допомогу для співробітників Державного департаменту та закордонних справ інших установ, що залишають послуги Уряду США. Центр підвищення кваліфікації прикордонних справ ТК (CEFAR) надає консультації та навчання, спрямовані на те, щоб допомогти особам, членам сім'ї та команді в умовах підвищеної напруженості та підвищеної небезпеки.

## Директори інституту
- Лоуренс Палмер Тейлор (Lawrence Palmer Taylor) (1992-1995)
- Рут Уайтсайд (Ruth Whiteside) (2006-)
- Марк Остфіст (Marc Ostfield) (2013) в.о.
- Ненсі МакЕлдоуні (Nancy McEldowney) (2013-2017)

## Науковці інституту
- Кендалл Майєрс — співробітник Держдепартаменту США, кубинський шпигун.
- Джек Метлок — американський дипломат. Посол США в СРСР (1987—1991)
- Томас Тейлор Хаммонд — американський історик.